# Amomum conoideum
Amomum conoideum är en enhjärtbladig växtart som först beskrevs av Henry Nicholas Ridley, och fick sitt nu gällande namn av Adolph Daniel Edward Elmer. Amomum conoideum ingår i släktet Amomum och familjen Zingiberaceae.
Artens utbredningsområde är Filippinerna. Inga underarter finns listade i Catalogue of Life.